# Moikodi jezik
Moikodi jezik (ISO 639-3: mkp; isto i doriri, moikoidi), transnovogvinejski jezik iz Papu NG, provincija Oro, kojim govori oko 570 ljudi (Wurm and Hattori 1981) u sjevernom podnožju planina Owen Stanley Range. S još četiri druga jezika klasificira se yarebanskoj podskupini.
Jezik ima nekoliko dijalekata, ali se njihova imena ne navode. U upotrebi je i hiri motu [hmo]; 50% je monolingualnih.

## Vanjske poveznice
- Ethnologue (14th)
- Ethnologue (15th)
- The Moikodi Language